# Гретцки, Брент
Брент Гретцки (англ. Brent Gretzky; 20 февраля 1972, Брантфорд, Канада) — канадский профессиональный хоккеист. Младший брат Уэйна и Кита Гретцки.

## Биография
Родился в 1972 году в Брантфорде. Выступал за молодёжные хоккейные клубы США и Канады. На драфте 1992 года права на игрока были закреплены за командой «Тампа-Бэй Лайтнинг». В 1994 году в составе команды «Атланта Найтс» стал обладателем Кубка Тёрнера. В 1994 году дебютировал за «Тампу» в Национальной хоккейной лиге. 20 октября 1993 года провёл матч против команды своего брата Уэйна «Лос-Анджелес». Всего провёл два сезона в НХЛ, сыграл 13 матчей и набрал 4 очка по системе гол плюс пас.
В сезоне 1997/98 выступал в Австрийской хоккейной лиге за команду «Грац». В 37 встречах забросил 19 шайб и отдал 43 голевые передачи. В 1999 году сыграл 6 матчей за «Херши Беарс» в Американской хоккейной лиге. До 2008 года играл в различных командах североамериканских лиг низшего уровня, после чего завершил карьеру игрока.
После окончания игровой карьеры поступил на службу в Провинциальную полицию Онтарио. В 2014 году был старшим тренером австрийского «Клагенфурта». Брент Гретцки вместе с братом Уэйном является обладателем достижения по количеству набранных очков родными братьями в НХЛ — 2861 очко по системе гол плюс пас, из которых на счету Брента — 4.